# ビキニアーマー

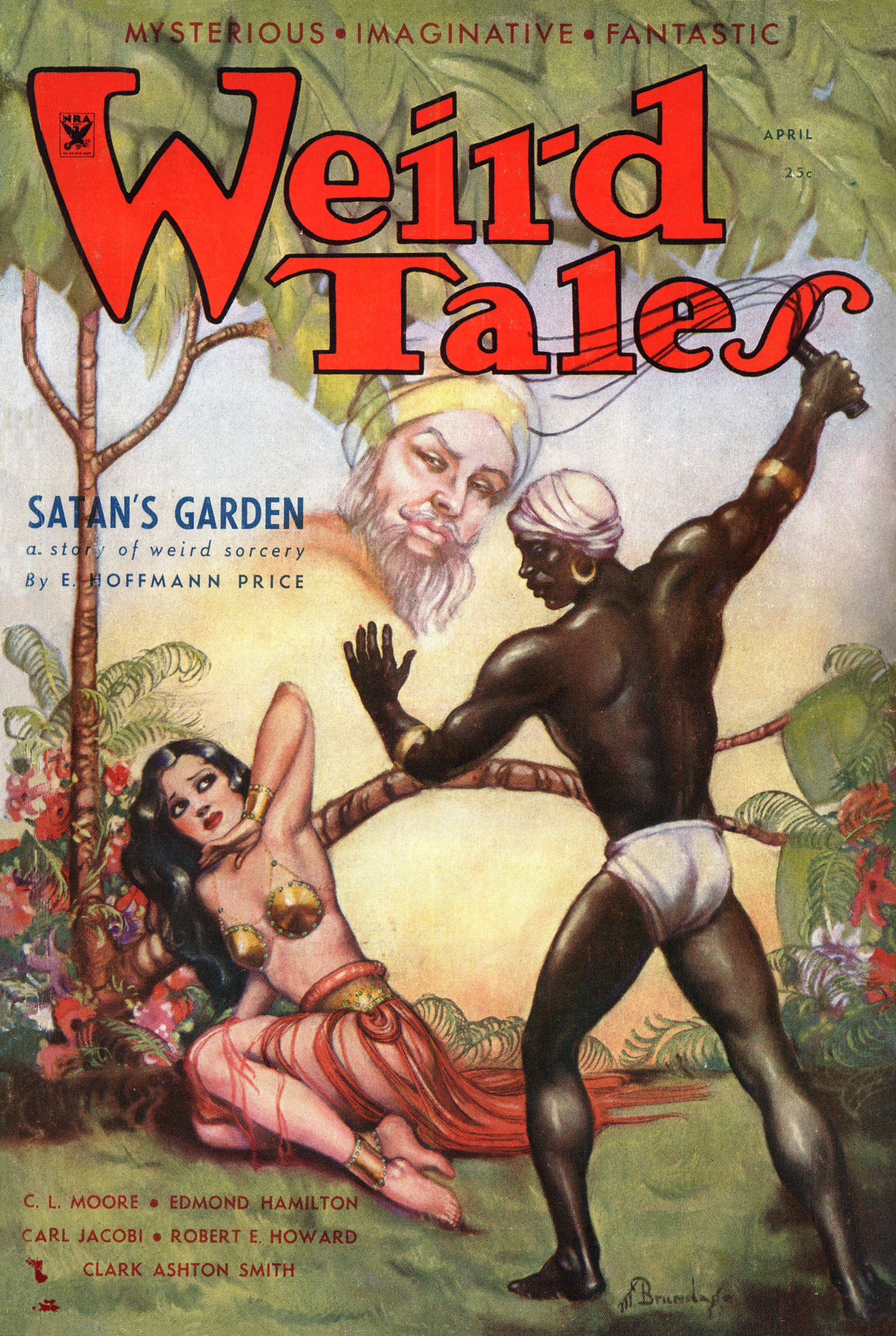
Weird Tales 1934年12月号、Margaret Brundageによるイラスト。金属製に見えるブラジャーを着用している。パルプ・マガジンの表紙イラストは、危機的な状況にいる女性が描かれることが多かった。

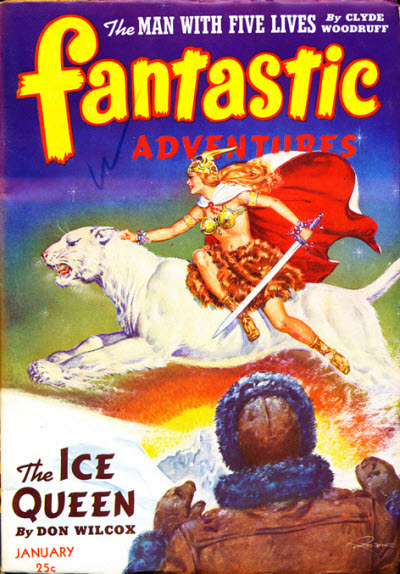
Fantastic adventures 1943年1月号、Robert Gibson Jonesによるイラスト。女性戦士がビキニアーマーを着用している

ビキニアーマー (Bikini armor) は、フィクション作品に登場する女性キャラクターが装備する、ビキニタイプの鎧である。日本では「ビキニ鎧」「水着鎧」、英語圏では「Metal bikini（メタルビキニ）」などとも呼ばれる。

## 特徴
定義に関しては曖昧な所が在るが、ビキニに似た形状のトップとボトムで胸部と下半身を覆う。胸当て部分は水着のビキニと同じくブラジャーのカップと同様の2つの乳房だけを覆う形状になっているが、水着のビキニと異なり肩当てが付いている物が多い。肩当てと胸当てが一体化している物もある。材質は革や金属などの硬い物が多い。
「アーマー（鎧）」とはいうものの体を覆う範囲は肩当て部分を除きビキニの水着とあまり変わらないため、体を守る鎧本来の機能を捨て完全にねた・洒落と割り切ってデザインされた防具である。
デザインのアレンジとしてモノキニタイプやワンピースタイプ、ボンデージタイプやビキニブラにミニスカートを合わせたタイプなど、比較的露出度が低い物もある。

## 歴史
1930年代に、アメリカで出版されたパルプ・マガジンの表紙に、金属製に見えるブラジャーを着用している女性のイラストが用いられた。その金属製に見えるブラジャーが後に、女性戦士が着用するビキニアーマーとして用いられるようになったことが考えられる。
スケイルアーマータイプのビキニアーマーを着用しているレッドソニアは英語圏で人気があり、多数の関連コミックが出版されている。1973年の『Conan the Barbarian #23』に初登場した際には上半身を覆うチェーンメイル姿だったが、1974年の『The Savage Sword of Conan #1』でビキニアーマー姿になった。
史実上ではビキニアーマーの様な露出度の高い装備の女戦士が実戦で活躍した記録は見つかっていないが、ビキニのボトムだけを身に着けた様な半裸の女性のブロンズ像がローマ時代に作られハンブルク博物館に所蔵されている。この像は勝鬨を上げる女剣闘士を模っており、つまり剣闘士の女は半裸で戦っていた可能性が存在する。

## 日本におけるビキニアーマー
1980年代の日本ではアメリカと同様に、漫画やアニメやコンピュータゲームなどさまざまなフィクション作品で、セクシーなコスチュームを着用している女性キャラクターが採用された。これは、男性読者へのサービスという要素に加え、現代の日本とは異なる世界観やキャラクターをわかりやすく示す目的を兼ねていたとが考えられる。1985年のOVA『幻夢戦記レダ』、1986年のアクションゲーム『夢幻戦士ヴァリス』、1988年のコンピュータRPG『ドラゴンクエストIII そして伝説へ…』のように、刀剣類と合わせるビキニアーマー姿の女性戦士が用いられている。

## ギャラリー

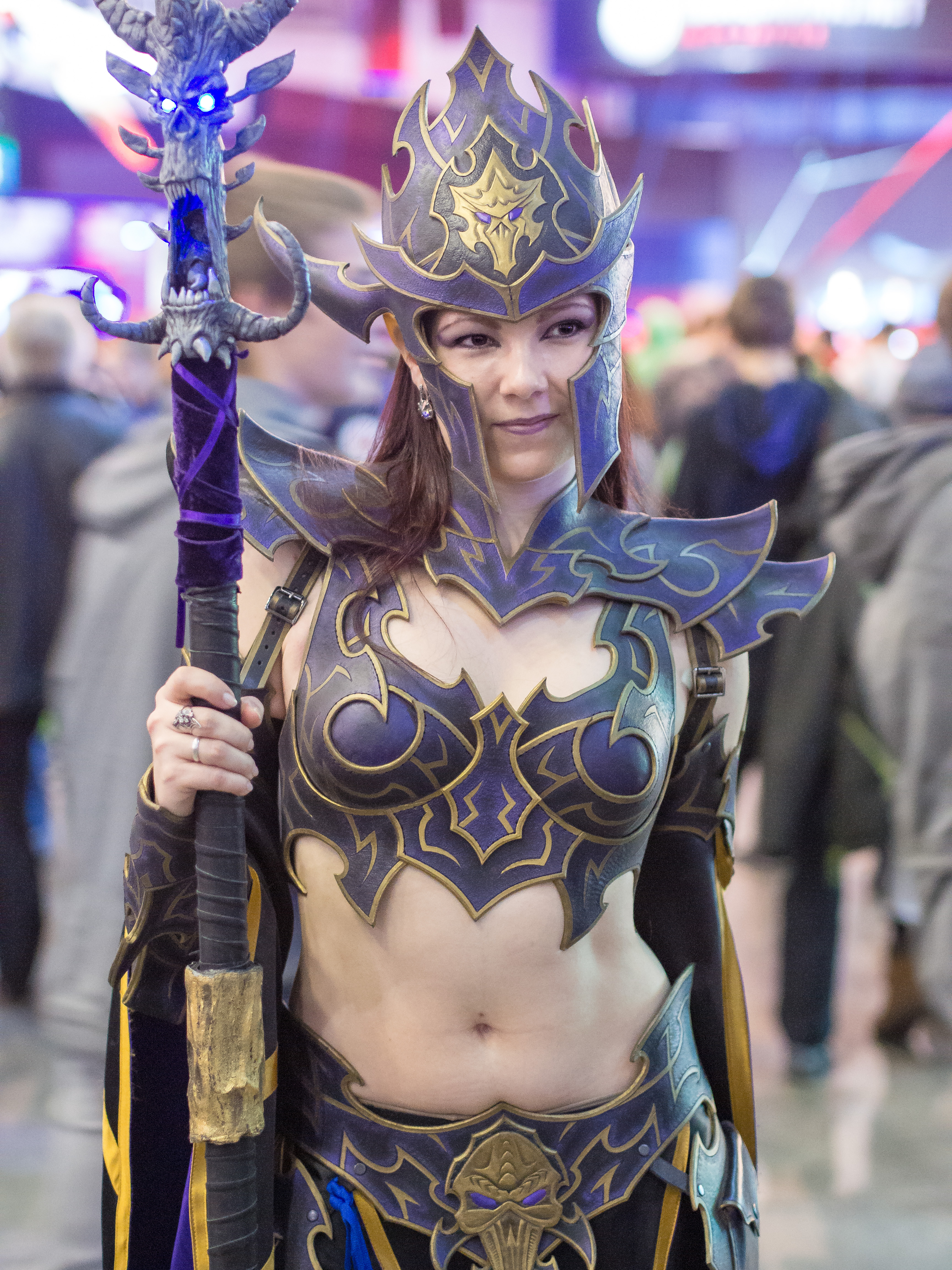
プレートアーマータイプ (コスプレ)
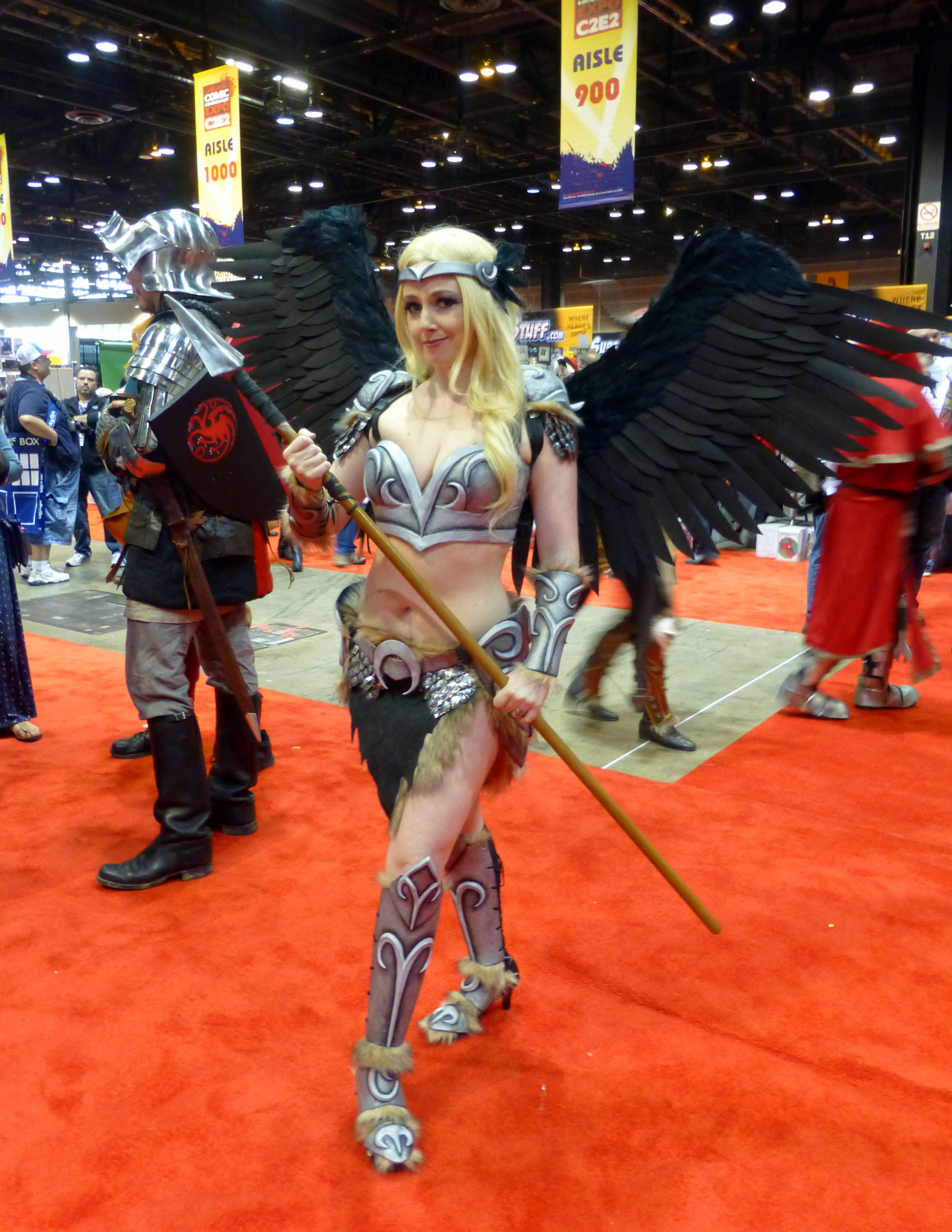
プレートアーマータイプ (コスプレ)
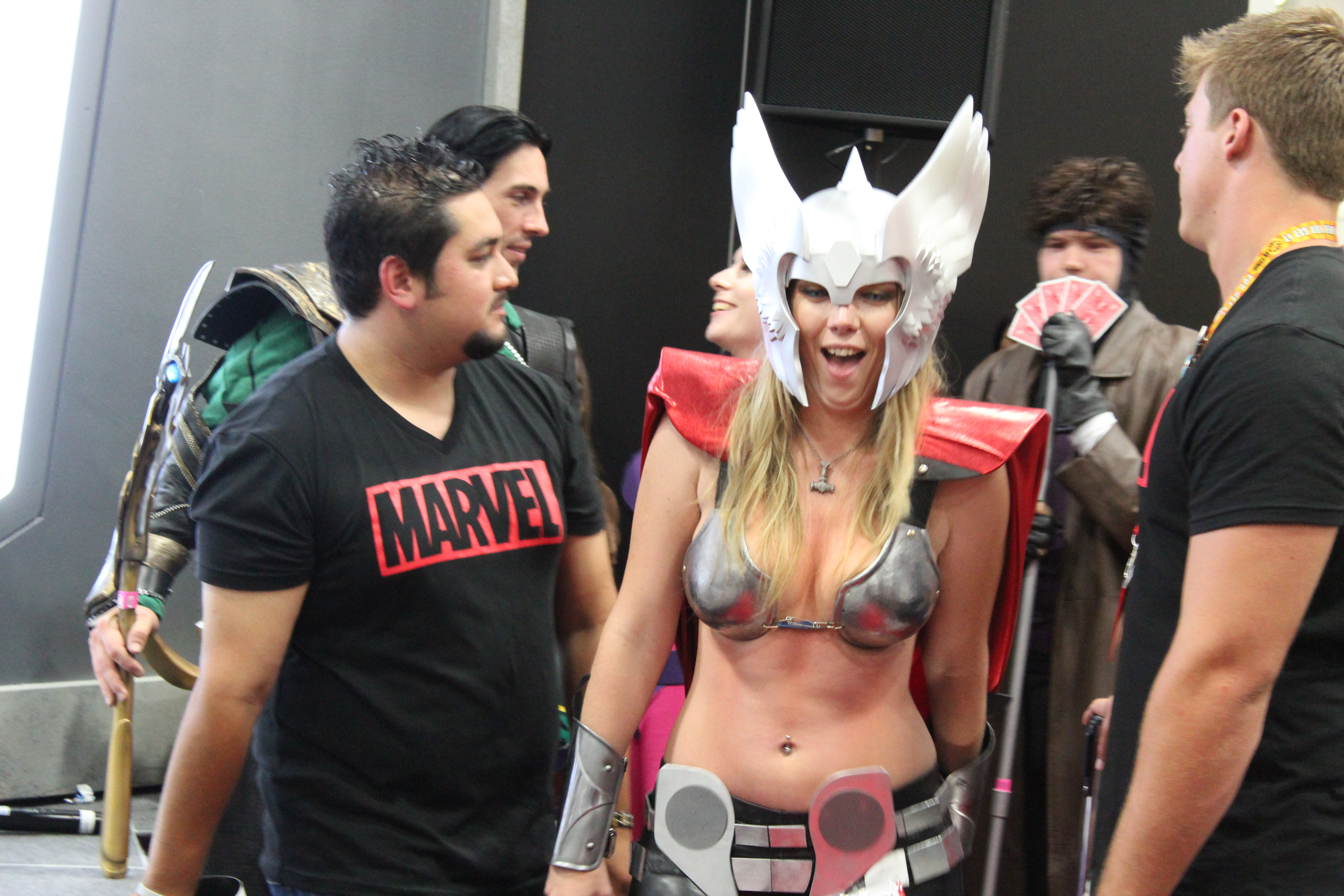
プレートアーマータイプ (コスプレ)
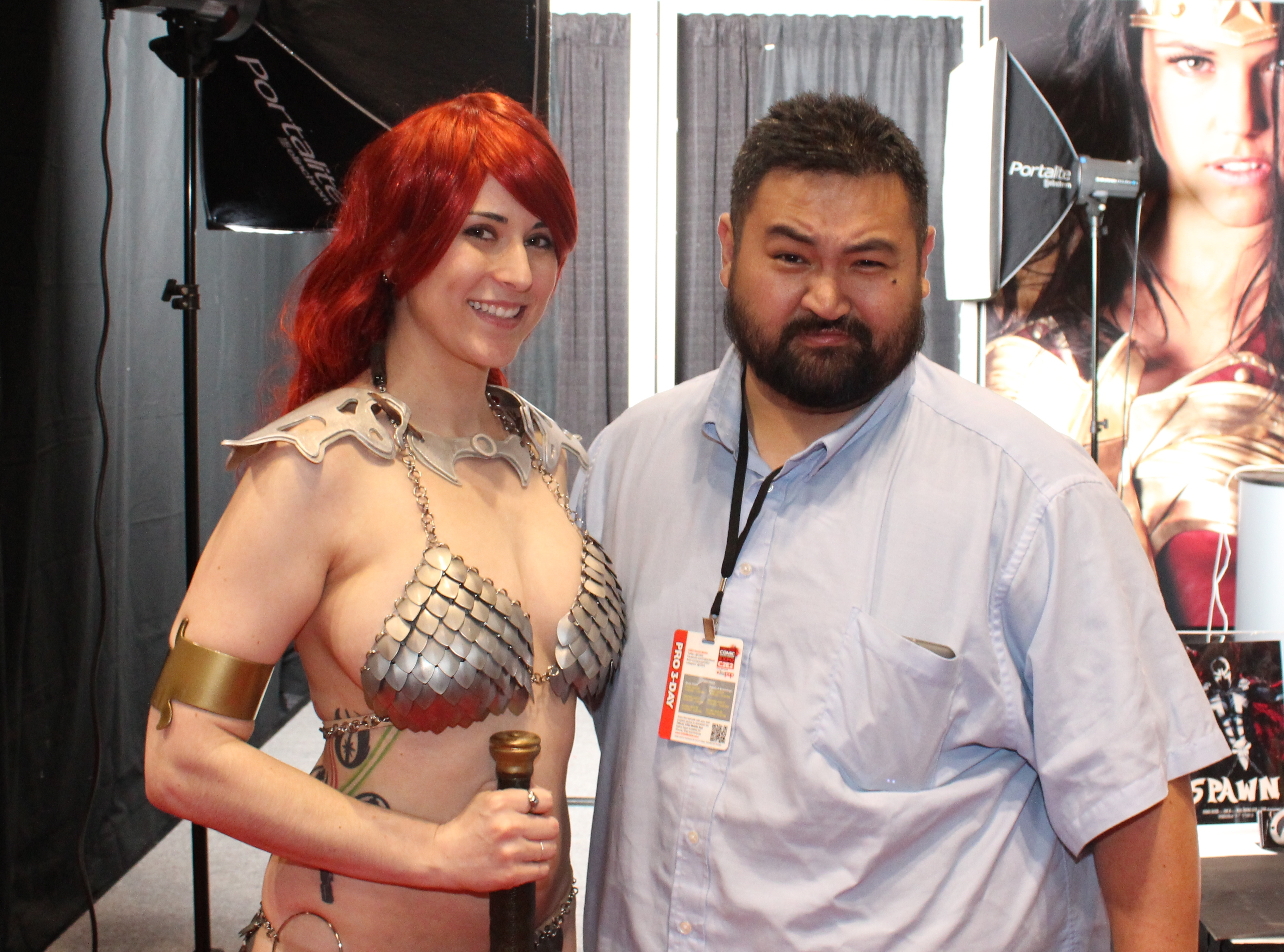
スケイルアーマータイプ (コスプレ)